# Urotrygonidae
Gli Urotrygonidae sono una famiglia di pesci cartilaginei marini appartenenti all'ordine Myliobatiformes.

## Distribuzione e habitat
La famiglia è diffusa nell'Oceano Atlantico occidentale compresi il mar dei Caraibi e il Golfo del Messico e nell'Oceano Pacifico orientale, ovvero su entrambi i lati del continente americano, in climi tropicali, subtropicali e temperato caldi. Sono animali costieri che vivono in acque poco profonde della piattaforma continentale.

## Descrizione
Sono piuttosto simili alle pastinache mediterranee e come esse sono dotate di una o più spine velenifere sulla coda. Il disco è più largo che lungo. La coda è lunga circa quanto il disco. Non sono presenti pinne dorsali mentre c'è una pinna caudale ben distinta.
Urobatis jamaicensis è la specie più grande e supera i 75 cm.

## Specie
- Genere Urobatis
  - Urobatis concentricus
  - Urobatis jamaicensis
  - Urobatis maculatus
  - Urobatis marmoratus
  - Urobatis pardalis
  - Urobatis tumbesensis
  - Urobatis halleri
- Genere Urotrygon
  - Urotrygon aspidura
  - Urotrygon caudispinosus
  - Urotrygon chilensis
  - Urotrygon cimar
  - Urotrygon microphthalmum
  - Urotrygon munda
  - Urotrygon nana
  - Urotrygon peruanus
  - Urotrygon reticulata
  - Urotrygon rogersi
  - Urotrygon serrula
  - Urotrygon simulatrix
  - Urotrygon venezuelae[2]